# Дом Сиротиных (Таганрог)
Дом Сиротиных — объект культурного наследия, который располагается по улице Чехова, 82 в городе Таганроге Ростовской области. Относится к категории памятников архитектуры.

## История
В первой половине XIX века в Таганроге был построен полутораэтажный особняк. В 1870-х годах дом находился в собственности М. Ф. Сиротиной, которая была сестрой поэта Николая Фёдоровича Щербины. Он периодично гостил в этом доме.
Писатель Антон Павлович Чехов учился вместе с сыном Сиротиных — Владимиром. Они дружили, и он также часто бывал посещал дом в школьное время, бывал здесь в 1881 году, когда приезжал из Москвы. В. А. Сиротин стал казачьим сотником, его жену звали Мария. И именно она с 1890-х годов числится владелицей этого дома. Брак не был долгим: Владимир и Мария развелись, и она вышла замуж вторично, в новом браке взяв себе фамилию Стейгер.
В 1915—1918 годах хозяином особняка был Иван Акимович Регетти. Он был торговым депутатом от городского Общественного управления.
Согласно Решению № 301 от 18.11.1992 года дом Сиротиных является памятником архитектуры и относится к объектам культурного наследия.

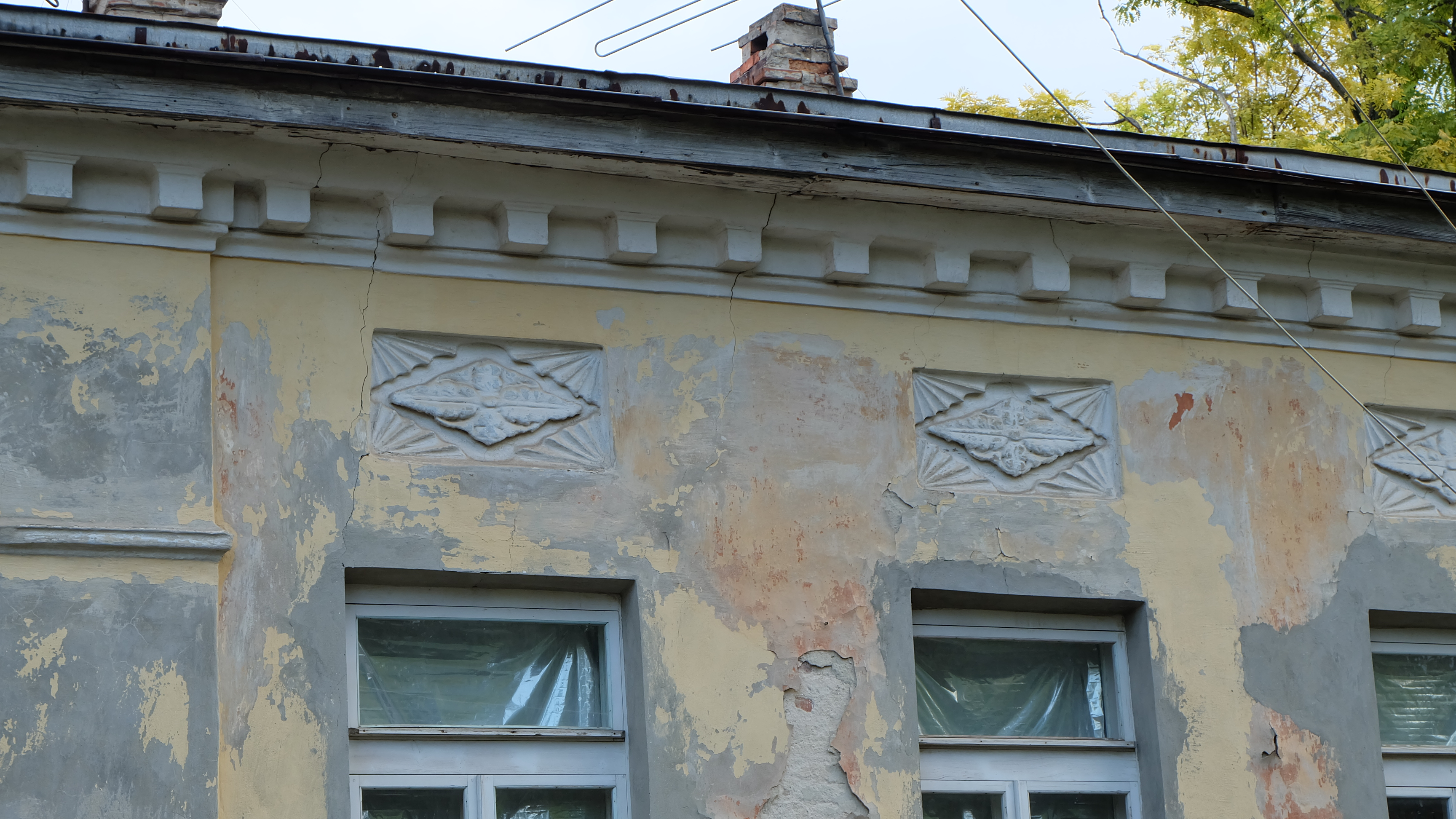
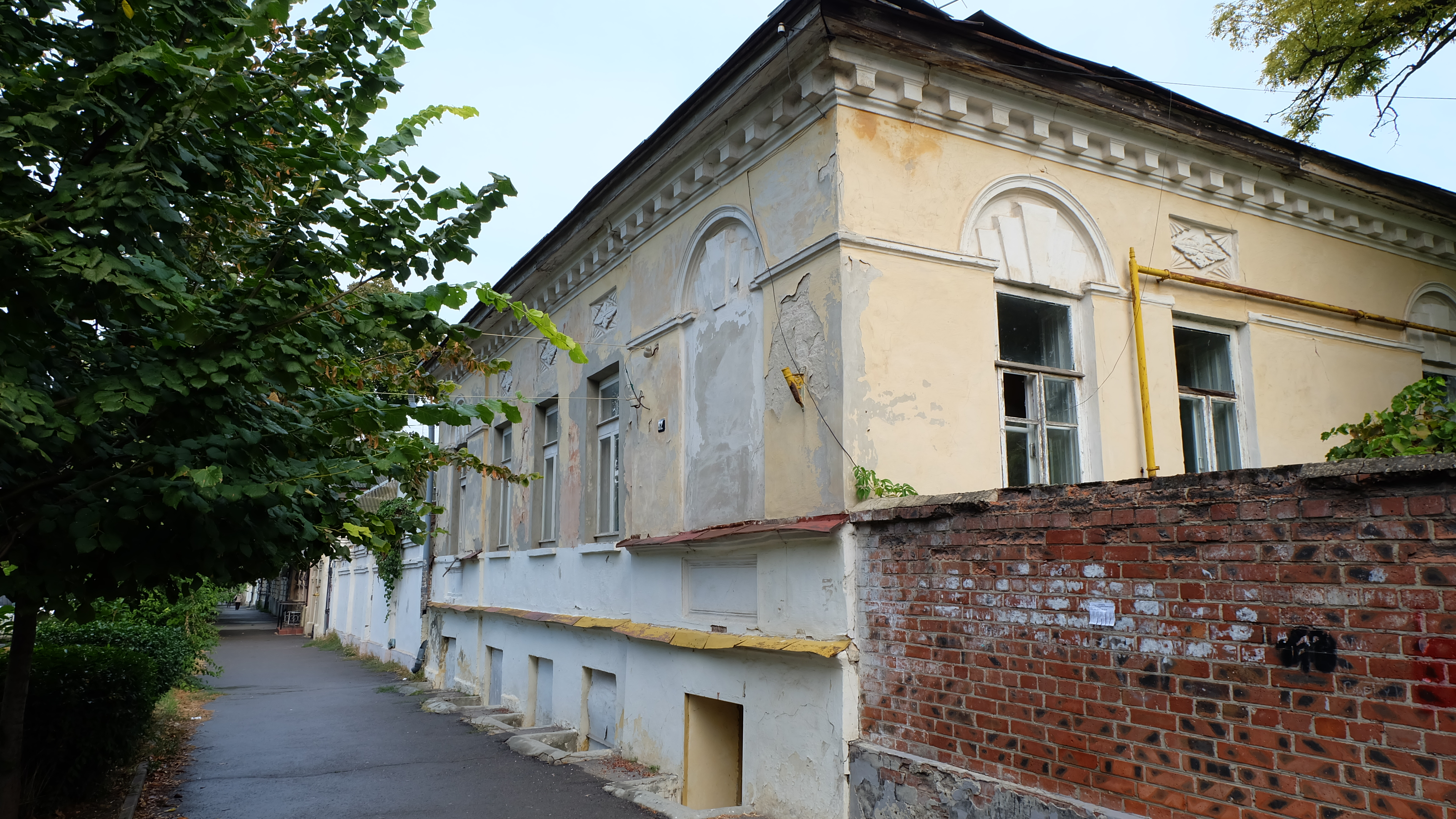